# ای‌سی‌دی‌سی
 اِی‌سی‌دی‌سی (به انگلیسی: ACDSee) یک نرم‌افزار برای مدیریت، دیدن و ویرایش تصاویر است که برای سیستم‌عامل ویندوز ۷، مک‌اواس و آی‌اواس ارائه شده است. از ویژگی‌های این برنامه می‌توان به مدیریت و طبقه بندی عکس‌ها، نمایش سریع‌تر عکس‌ها، امکان به اشتراک‌گذاری عکس‌ها، نمایش عکس‌ها بر روی میزکار و پشتیبانی از دوربین‌های دیجیتالی نام برد.